# پشت آسمان شهر
پشت آسمان شهر (انگلیسی: Beyond Skyline) یک فیلم آمریکایی در سبک هیجانی و دلهره‌آور محصول سال ۲۰۱۷ است.
این فیلم به نوعی ادامه داستان فیلم آسمان شهر را پی می‌گیرد.